# Milan Bubalo
Milan Bubalo (serbisch-kyrillisch Милан Бубало, * 8. Mai 1990 in Inđija) ist ein serbischer Fußballspieler.

## Karriere

### Verein
Seinen ersten Vertrag unterschrieb Milan in seiner Geburtsstadt Inđija beim Jugendverein FK Inđija. Hier spielte er von 2007 bis 2011 und schoss in 69 Spielen elf Tore. Seine nächste Station in seinem Heimatland Serbien war FK Hajduk Kula, wo er bis 2012 spielte. Seinen ersten Vertrag im Ausland unterschrieb er in Slowenien. Hier lief er 2012 elfmal für FC Koper auf. 2013 ging er wieder zu seinem alten Verein FK Hajduk Kula zurück. 2013 zog es ihn nach Asien. Hier spielte er die Saison 2013 in Südkorea bei Gyeongnam FC. Er lief 34-mal für das Team auf und schoss 6 Tore. Muangthong United holte ihn 2014 nach Thailand. In 28 Spielen traf er 7-mal. Von Muangthong ging es an die Ostküste zum Zweitligisten Pattaya United. In 30 Spielen schoss er 20 Tore, wobei er maßgeblich am Aufstieg in die erste Liga beitrug. 2016 unterschrieb er einen Vertrag beim Ligakonkurrenten BEC Tero Sasana FC.
In 27 Spielen für BEC traf er 8-mal das Tor. Nach Beendigung des Vertrags zog es ihn wieder in die Heimat. Er unterschrieb einen Vertrag bei FK Vojvodina der in Novi Sad beheimatet ist. In 2017 absolvierte er kein Spiel. 2018 wechselte er wieder nach Thailand. Hier unterzeichnete er einen Vertrag beim Zweitligisten Udon Thani FC. Nach der Hinserie, wo er 13 Spiele absolvierte und dabei 5 Tore schoss, wechselte er zur Rückserie zum Ligakonkurrenten Trat FC. In 9 Spielen traf er 2-mal das Tor. 2019 schloss er sich dem Drittlisten Lamphun Warrior FC an. Nach der Hinserie wechselte er im Juli 2019 wieder zurück in seine Heimatstadt Inđija und schloss sich dem serbischen Zweitligisten FK Inđija an. Nach zwei Monaten verließ er Inđija und wechselte zum Ligakonkurrenten FK Novi Pazar. Für den Club aus Novi Pazar spielte er sechsmal in der Prva Liga. Nach einem Jahr verließ er Novi Pazar und schloss sich dem ebenfalls in der zweiten Liga spielenden FK Budućnost Dobanovci aus Dobanovci an. Von Juli 2020 bis September 2020 war er vertrags- und vereinslos. Im September kehrte er nach Thailand zurück, wo er sich dem Zweitligisten Ayutthaya United FC anschloss. Nach 23 Zweitligaspielen, in denen er acht Tore schoss, wechselte er im Mai 2021 zum ebenfalls in der zweiten Liga spielenden Khon Kaen FC. Nach zehn Zweitligaspielen wurde sein Vertrag nach der Hinrunde aufgelöst. Zur Rückrunde 2021/22 wechselte er im Dezember 2021 zum Drittligisten Mahasarakham FC. Der Verein aus Maha Sarakham spielte in der North/Eastern Region der dritten Liga. Für Mahasarakham absolvierte er in der Rückrunde zwölf Ligaspiele und erzielte dabei vier Tore. Nach der Saison ging der Stürmer wieder in seine Heimat, wo er sich dem unterklassigen FK Zeleznicar Indjija anschloss. Doch schon ein Jahr später wechselte Bubalo weiter zum FK Sloboda Donji Tovarnik.

### Nationalmannschaft
Milan Bubalo spielte 2009 fünfmal für die serbische U19-Nationalmannschaft. Davon war eine Partie am 24. Juli bei der Europameisterschaft gegen Spanien (2:1).

## Erfolge
Pattaya United
- Thailändischer Zweitligavizemeister: 2015  ▲